# Gibbicepheus sirisi
Gibbicepheus sirisi är en kvalsterart som beskrevs av Pranabes Sanyal 1990. Gibbicepheus sirisi ingår i släktet Gibbicepheus och familjen Carabodidae. Inga underarter finns listade i Catalogue of Life.